# Oreopsyche nigricans
Oreopsyche nigricans är en fjärilsart som beskrevs av Otto Staudinger 1871. Oreopsyche nigricans ingår i släktet Oreopsyche och familjen säckspinnare. Inga underarter finns listade i Catalogue of Life.